# Corral de comedias de la Pacheca

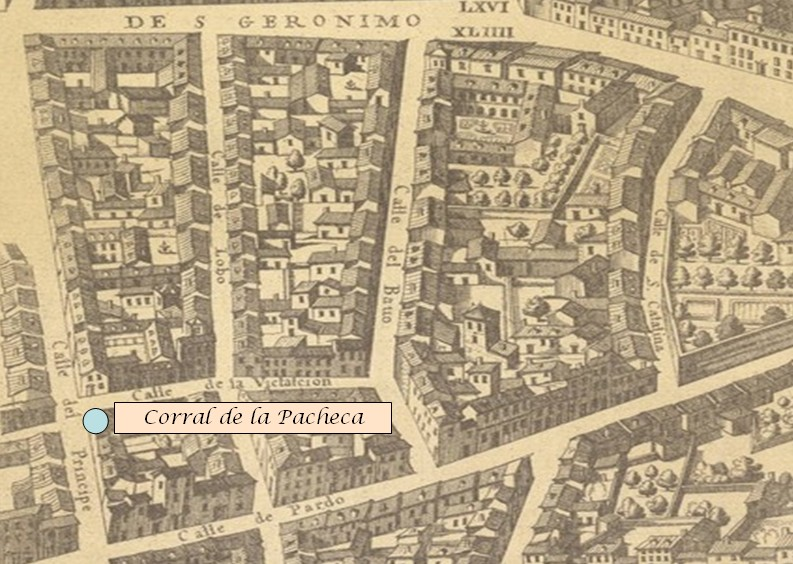
Ubicación aproximada del lugar que ocupó el antiguo corral de comedias de la Pacheca en la calle del Príncipe, esquina a la calle Visitación, sobre el plano de Pedro Texeira (1656).

El Corral de comedias de La Pacheca en Madrid, fue un espacio escénico del siglo XVI, localizado en la calle del Príncipe.

## Historia
Algunas fuentes documentales de la época dan la primera representación en el corral de la Pacheca como ocurrida el 5 de marzo de 1568, organizada por la Cofradía de la Pasión. Sin embargo, no se ha podido esclarecer si esa histórica representación, por ser la primera documentada en un corral de comedias madrileño, tuvo lugar en el patio del Hospital General -espacio común de todas las cofradías-, o en alguno de los tres corrales que la hermandad de la Pasión tenía alquilados en la capital del Reino, el de la calle del Sol y los dos de la calle del Príncipe, de los que uno de ellos era propiedad de Isabel Pacheco, y de ahí su denominación popular.
Más esclarecedores son los documentos sobre el alquiler del corral por Alberto Naseli, un empresario y actor italiano de la commedia dell'arte, más conocido como Zan Ganassa. Así lo relata Casiano Pellicer, en su Tratado histórico sobre el origen y progreso de la comedia y del histrionismo en España con las censuras teológicas, reales resoluciones y providencias del Consejo supremo sobre comedias.:

"El mismo año de 1574 había en Madrid una compañía de comediantes italianos, cuya cabeza y autor era Alberto Ganassa. Representaba comedias italianas, mímicas y bufonescas, de asuntos triviales y populares. Hacían también los volatines, los títeres, juegos de manos, y tal vez volteaban un mono."

Queda también documentado que, entre 1574 y 1577, Ganassa actuó con cierta periodicidad (casi como compañía estable) en este espacio de corrala, llegando a un acuerdo con los diputados de las cofradías para restaurarlo y mejorar sus estructuras, añadiéndole tejados al escenario y toldos para el público.
Finalmente, la decadencia del corral de la Pacheca puede atribuirse a la instalación del nuevo corral del Príncipe, casi contiguo y abierto al público al final del verano de 1583.